# Covington Cross
Vous pouvez aider à l'améliorer ou bien discuter des problèmes sur sa page de discussion.
- Il ne cite pas suffisamment ses sources. Vous pouvez indiquer les passages à sourcer avec {{référence nécessaire}} ou {{Référence souhaitée}}, et inclure les références utiles en les liant aux notes de bas de page. (Marqué depuis mars 2024)
- Certaines informations devraient être mieux reliées aux sources mentionnées dans la bibliographie ou les liens externes. Améliorez sa vérifiabilité en les associant par des références. (Marqué depuis mars 2024)

- Archive Wikiwix
- Bing
- Cairn
- DuckDuckGo
- E. Universalis
- Gallica
- Google
- G. Books
- G. News
- G. Scholar
- Persée
- Qwant
- (zh) Baidu
- (ru) Yandex
- (wd) trouver des œuvres sur Wikidata

Pour les articles homonymes, voir Covington.
Covington Cross est une série télévisée américano-britannique en treize épisodes de 45 minutes créée par Gil Grant dont seulement sept épisodes ont été diffusés entre le 25 août et le 31 octobre 1992 sur le réseau ABC aux États-Unis. La série a été tournée en Angleterre.
En France, elle a été diffusée du 11 décembre 1993 au 5 mars 1994 sur M6, et au Québec à partir du 8 septembre 1995 sur Canal Famille dans une case horaire de 30 minutes.

## Synopsis
La série nous conte les aventures de la famille de sir Thomas Grey un noble britannique vivant au Moyen Âge avec ses enfants. Ses fils : Armus, Richard, Cédric et William qui n'apparaît que dans le premier épisode, ainsi que sa fille Éléanor. Sir Thomas est tout au long de la série opposé à son voisin et ennemi le baron John Mullens qui ne cesse d'intriguer contre lui.

## Distribution
- Nigel Terry (VF : Claude Giraud) : Sir Thomas Grey
- Cherie Lunghi : Lady Elisabeth
- Tim Killick (en) : Armus Grey
- Jonathan Firth : Richard Grey
- Glenn Quinn : Cedric Grey
- Ione Skye (VF : Isabelle Ganz) : Eleanor Grey
- James Faulkner : Baron John Mullens
- Paul Brooke : Friar
- Laura Howard : Alexandra Mullens
- Miles Anderson : King Edward

 Source et légende : version française (VF) sur RS Doublage

## Épisodes
1. Le Retour [1/2] (Pilot)
2. Le Retour [2/2] (Armus Returns)
3. Hors-la-loi (Outlaws)
4. Cédric prend la route (Cedric Hits the Road)
5. Le Héros (The Hero)
6. Passion aveuglante (Blinded Passions)
7. Persécution (The Persecution)
8. Éviction (Eviction)
9. Le Procès (The Trial)
10. La Peste (The Plague)
11. Revanche (Revenge)
12. Célébration (Celebration)
13. Les Frères (Brothers)

## Récompenses
- 1992 : Emmy Awards - "Outstanding Individual Achievement in Main Title Theme Music" Carl Davis (compositeur)